# Gerevich család

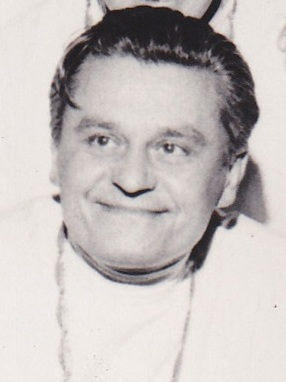
Gerevich Aladár 1960-ban

A Gerevich család Bereg és Máramaros vármegyékből származó régi magyar család, melynek tagjai jelentős szerepet töltöttek be a hazai szellemi és sportéletben. A család legismertebb tagjai közt van hétszeres olimpiai bajnok kardvívó (Gerevich Aladár), világbajnok kardvívó (Gerevich Pál), vívóedző, a háromszoros olimpiai bajnok Szilágyi Áron első edzője (Gerevich György), neves művészettörténész (Gerevich Tibor), a Budai Vár feltárását végző régész (Gerevich László).

## A családfa
- A1 Gerevich János (Makarja, 1818. június 14. – ?) görög katolikus pap. Felesége: Vaszócsik Veronika (Makkosjánosi, 1828. május 21. – ?)[1]
  - B1 Gerevich Emil (Kovászó, 1854. december 11. – Kassa, 1902. december 24.[2]) tanár, főreáliskolai igazgató, miniszteri biztos. Felesége: Ilniczky Ilona (Veléte, 1854. február 26. – Budapest, 1948. március 27.[3])[4]
    - C1 Gerevich Aladár (id. Gerevich Aladár) (Máramarossziget, 1879. január 9. – Miskolc, 1947. július 4.) vívómester, katonatiszt. Felesége: Herczog Irén (névváltozat: Herczegh Irén Ilona[5]) (Budapest, 1888. szeptember 2. – ?) ápolónővér.
      - D1 Gerevich Aladár (ifj. Gerevich Aladár) (Jászberény, 1910. március 16. – Budapest, 1991. május 14.) sokszoros olimpiai bajnok kardvívó, vívóedző. Felesége: Bogen Erna (1906 – 2002) világbajnok, háromszoros Európa-bajnok tőrvívó.
        - E1 Gerevich György (Budapest, 1946. május 26. – Budapest, 2008. augusztus 2.) magyar kardvívó, a Vasas SC mesteredzője. Felesége: dr. Hepp Katalin (Budapest, 1951. január 5. –) sportlövő, fogorvos.[6][7]
          - F1 Gerevich György Aladár (1979 –)

        - E2 Gerevich Pál (Budapest, 1948. augusztus 10. –) magyar vívó, vívóedző; a magyar kardcsapattal kétszeres olimpiai bronzérmes, négyszeres világbajnok, 1977-ben egyéni világbajnok, többszörös magyar bajnok. Felesége: Bardi Gyöngyi (Hosszúpályi, 1958. február 2.[8] –) válogatott röplabdázó. Házasságkötés időpontja: 1979. május.[9]
          - F1 Gerevich Bea (1980. február 23.[10] –) röplabdázó, Menczer Tamás külügyminisztériumi államtitkár felesége.[11]

      - D2 Gerevich Emil (Budapest, 1912. február 9. – Miskolc, 1951. április 3.) banktisztviselő, kard- és tőrvívó. Felesége: Szabados Gizella (1922. november 23. – Miskolc, 2003).
        - E1 Gerevich Ádám (Miskolc, 1945. február 12. – Miskolc, 1948. június 8.)
        - E2 Gerevich Éva (Miskolc, 1947. december 10. –) tanár
          - F1 Angyalos László (Miskolc, 1973. április 26. –) épületszobrász, festő

        - E3 Gerevich Ferenc Ádám (Miskolc, 1949. december 1. – Miskolc, 2019. augusztus 12.) vállalkozó
          - F1 Gerevich Ferenc (Miskolc, 1974 –)
            - G1 Gerevich Dominik (Miskolc, 2003 –)

      - D3 Gerevich Tibor (Budapest, 1914. augusztus 13.[12] – NSZK, 1957 vagy 1958[13]) magyar vívó, vívóedző. Felesége: Merucza Anna (1916. március 16.[12] – 1994[14])[15]
        - E1 Gerevich Viktória (1942. szeptember 4.[12] –)
        - E2 Gerevich Elynor (változat: Elinor) (1946. október 18.[12] –)[16]

    - C2 Gerevich Tibor (Máramarossziget, 1882. június 14. – Budapest, 1954. június 11.) művészettörténész, egyetemi tanár, művelődéspolitikus, kormánybiztos; az MTA tagja. Nőtlen.
    - C3 Gerevich Zoltán (Besztercebánya, 1886. február 24.[17] – Budapest, 1932. november 3.[18]) közgazdász, külügyminisztériumi miniszteri tanácsos. Felesége: Ladányi Ibolya Erzsébet (Budapest, 1885. június 4. – Budapest, 1936. április 3.).[19][20]
      - D1 Gerevich László (Budapest, 1911. április 7. – Budapest, 1997. június 20.) Kossuth-díjas régész, művészettörténész, az MTA tagja. Felesége: Vattai Ilona (Pesterzsébet, 1921. augusztus 15. – Budapest, 1988. augusztus 7.) művészettörténész [21][22]
        - E1 Gerevich-Kopteff Éva (Budapest, 1945. február 8. –) magyar-történelem szakos tanár, művészettörténész, a Helsinki Egyetem Finnugor Tanszékének nyugalmazott lektora. Férje: Vladimir Kopteff (Viipuri, 1932. július 10. – Helsinki, 2007. október 15.) finn képzőművész.[23]
          - F1 Peter Kopteff (Helsinki, 1979. április 10. –) finn labdarúgó.
          - F2 Mikael Kopteff (Helsinki, 1982 –) a Reaktor Defence & Security technológiai igazgatója.

        - E2 Gerevich László (1947 –) matematikus. Felesége: Zombory Erzsébet (Budapest, 1943. december 21. –) angol-francia szakos tanár,[24] műfordító, egyetemi oktató (ELTE).
          - F1 Gerevich András Tibor (Budapest, 1976. december 4. –) magyar költő, műfordító, forgatókönyvíró.
          - F2 Gerevich János László (? –) informatikus. Felesége: Gerevich-Forró Csilla (? –) tanár.

        - E3 Gerevich József (Budapest, 1948. december 5. –) ) pszichiáter, neurológus, addiktológus és pszichoterapeuta. Élettársa: Bácskai Erika szociológus.
          - F1 Gerevich Zoltán (1973 –) pszichofarmakológus
          - F2 Gerevich Tamás (1976 –) szociológus
          - F3 Gerevich Péter (1977 –) építőmérnök-statikus

      - D2 Gerevich X (Budapest, 1913. július 14. – Budapest, 1913. július 15.) fiú, utónevet nem kapott, élt 1 napot.[25]

    - C4 Gerevich Géza (Besztercebánya, 1888. augusztus 7.[17] – Budapest, 1962. november 15.[26]) okl. gépészmérnök. Felesége: Rozsnyay Ilona (Erzsébetváros, 1894. augusztus 5. – Budapest, 1973. január 1.). Házasságkötés éve: 1924. Gyermektelen házasság.[27]

  - B2 Vilma (~1850 – Ötvösfalva, 1904. február 24.)[28] Férje: Zloczky Theodez (Theodor) görögkatolikus pap.
  - B3 Mária (? – 1904. február 25. után) Férje: Guthy László (? – 1904. február 25. előtt).[29]
    - C1 Guthy János (Komlós, 1869 – Dombóvár, 1937. március 26.) közjegyző.[30]

  - B3 Emília (? – 1862) Férje: Firczák Gyula az ungvári papképző tanára. Házasságkötés időpontja: 1861. szeptember 27. előtt.[31]

## Az első generáció

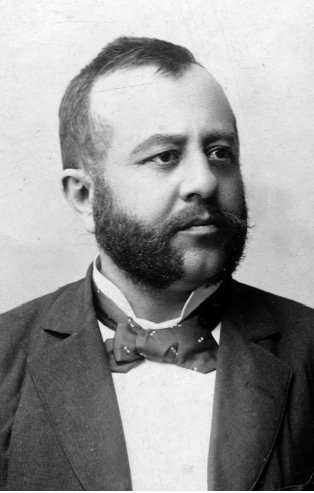
Gerevich Emil az 1890-es években

Gerevich Emilné Ilniczky Ilona

Gerevich Emil volt a család első országosan ismert tagja, tanári diplomája segítségével emelkedett ki az Osztrák–Magyar Monarchia perifériájáról, szegény papcsaládból. Kárpátalján a XIX. században a hagyományokat követve egy görögkatolikus pap fia általában egy másik település görögkatolikus papjának lányával kötött házasságot és egy harmadik településen lett görögkatolikus pap. Gerevich Emil nem a papi pályát választotta, tanár lett és az egyik tanítványát, Ilniczky Ilonát vette el feleségül. Felesége a kárpátaljai Velétén született 1854. február 26-án az iloncai görögkatolikus pap lányaként, megérte fiai karrierjének kiteljesedését, négy unokája (Aladár (1910), László (1911), Emil (1912), Tibor (1914)), öt dédunokája (Éva (1945), Ádám (1945), György (1946), Éva (1947), László (1947)) születését, két fia (Zoltán (1932), Aladár (1947)) halálát és hosszú életének 95. évében hunyt el Budapesten, 1948. március 27-én. A családban Nanankónak hívták Ilonát.
A házasságból négy fiúgyermek született: Aladár (1879) és Tibor (1882) Máramarosszigeten, majd Zoltán (1886) és Géza (1888) Besztercebányán.

## A második generáció

Édesanyja és öccsei

Gerevichék legidősebb fia előbb katonatisztként szolgált a honvédségnél, 1907-ben mondott le tiszti rangjáról, utána évtizedeken keresztül vívómesterként oktatta a kardforgatást a fővárosban, számos vidéki városban, a leghosszabb ideig Miskolcon. Tibor a Horthy-korszak jeles, nagy befolyással rendelkező művészet-történészeként vált ismertté. Zoltán (1886–1932) közgazdász diplomát szerzett, tisztként harcolt az első világháborúban, majd a külügyminisztériumban dolgozott. A legkisebbik fiú, Géza (1888–1962) okleveles gépészmérnök lett, előbb ipari iskolában tanított, majd minisztériumi műszaki tanácsosként, osztálytanácsosként dolgozott az Iparügyi Minisztériumban.

## A harmadik generáció

Gerevich Emil

Gerevich Tibor nem nősült meg, Gerevich Géza házasságából pedig nem született gyermek.
Gerevich Aladár vívómesternek három fia született: Aladár (1910), Emil (1912) és Tibor (1914). Aladár, a többszörös olimpiai bajnok kardvívó lett a Gerevich család legismertebb tagja. Emil a Borsod-Miskolci Hitelbank tisztviselője volt és jó nevű kardvívó. Tibor szemsérülése ellenére sikeres vívó volt és vívóedzőként vált ismertté Magyarországon és Nyugat-Németországban. Gerevich Zoltánnak két fia született: László (1911), a másik fia (1913) csecsemőkorában meghalt. László régész lett, kiemelkedő szerepe volt a Budai Vár második világháborút követő régészeti feltárásaiban.

## A negyedik generáció
Az olimpiai bajnok Aladárnak két fia született: György (1946) és Pál (1948). György a családi hagyományokat folytatva kardvívó lett, majd a Vasas SC  mesteredzője. Pál – a vívódinasztia jeles tagjaként – a magyar kardcsapattal kétszeres olimpiai bronzérmes, négyszeres világbajnok, 1977-ben egyéni világbajnok, többszörös magyar bajnok, a versenyzés befejezése után vívóedzőként dolgozott, 1988-tól az ausztriai Mödlingben. Gerevich Emilnek három gyermeke született: Ádám (1945), Éva (1947) és Ferenc Ádám (1949). Ádám tragikus körülmények közt, háromévesen halt meg 1948-ban. Éva magyar-orosz, majd francia szakos pedagógusként évtizedeken keresztül tanított Miskolcon. A vívóedző Gerevich Tibornak két lánya született: Viktória és Elynor (1947?).
Gerevich László és Vattai Ilona házasságából három gyermek született: Éva (1945), László (1947) és József (1948). Éva a tanári pályát választotta, majd művészettörténész és tudományos kutató lett. László öccse matematikus, József meg ismert pszichiáter és író.